# Valeri Kaikov
Valeri Olégovitx Kaikov (en rus Валерий Олегович Кайков) (7 de maig de 1988) és un ciclista rus. Ha combinat la carretera amb el ciclisme en pista, on ha guanyat diferents medalles en campionats europeus. El 2013 va donar positiu en GW501516 en un control antidopatge, i va ser expulsat del seu equip i sancionat amb dos anys.

## Palmarès en ruta
- 2008
  - Vencedor d'una etapa a la Volta a Lleó
  - Vencedor d'una etapa a la Volta a Segòvia
  - Vencedor d'una etapa a la Volta a Biscaia
- 2010
  -  Campió de Rússia sub-23 en contrarellotge
- 2011
  - Medalla d'or a la Universiada en contrarellotge per equips
  - Vencedor d'una etapa a la Volta a Bulgària

## Palmarès en pista
- 2009
  -  Campió d'Europa sub-23 en Persecució per equips (amb Artur Ierxov, Ievgueni Kovaliov i Alexander Petrovskiy)
- 2010
  -  Campió d'Europa sub-23 en Persecució
  -  Campió d'Europa sub-23 en Persecució per equips (amb Serguei Txernetski, Serguei Xílov i Artur Ierxov)
- 2012
  -  Campió d'Europa en Persecució per equips (amb Artur Ierxov, Aleksei Màrkov i Alexander Serov)

### Resultats a laCopa del Món
- 2008-2009
  - 1r a la Classificació general, en Keirin
  - 1r a Cali, en Persecució per equips